# Luis Téllez
Luis Manuel Enrique Téllez Kuenzler (Ciudad de México, 13 de octubre de 1958) es un empresario, economista y político mexicano. Fue secretario de Energía de 1997 a 2000 durante el gobierno de Ernesto Zedillo, y secretario de Comunicaciones y Transportes de 2006 a 2009 durante la presidencia de Felipe Calderón. 
Desde 5 de mayo de 2009 hasta el año 2015, fue presidente del Consejo y director general del Grupo BMV, propietario de la Bolsa Mexicana de Valores.
Es consejero del Grupo México, en el centro detonador del conflicto minero.

## Orígenes familiares
Luis Manuel Enrique Téllez Kuenzler nació en la Ciudad de México, su padre fue Luis Téllez Benoit, ingeniero civil y empresario nacido en Washington quien, a su vez, era hijo de Manuel C. Téllez, embajador de México en Estados Unidos y posterior secretario de Gobernación y Relaciones Exteriores, durante los mandatos de Pascual Ortiz Rubio y Abelardo Rodríguez, respectivamente.  Su madre es Cristina Kuenzler, mexicana de origen suizo dedicada a las responsabilidades del hogar. El matrimonio tuvo otros tres hijos: Enrique Téllez Kuenzler, licenciado en Economía por el Instituto Tecnológico Autónomo de México (ITAM) con una maestría en Administración por la Universidad de Harvard y enfocado en los negocios, Cristina Téllez Kuenzler, arquitecta egresada de la Universidad Anáhuac y Luis Téllez. Luis Téllez está casado con Consuelo Morales, quien obtuvo la licenciatura en Administración por el ITAM y trabaja en labores de filantropía. Es padre de dos hijas: María y Lucía Téllez Morales.

## Formación profesional y carrera pública
Luis Téllez es economista por el ITAM y Doctor en Economía por el Instituto Tecnológico de Massachusetts (MIT). Ocupó el cargo de subsecretario de Agricultura durante el gobierno del presidente Carlos Salinas de Gortari, cuando Carlos Hank González era titular de la Secretaría. Posteriormente fue uno de los principales asesores en política económica del gobierno. Al tomar posesión de la Presidencia, Ernesto Zedillo lo designó Jefe de la Oficina de la Presidencia de la República y, en 1997, es nombrado titular de la Secretaría de Energía hasta el final de la administración zedillista en 2000.
Posteriormente a su desempeño político fue Vicepresidente de la Compañía DESC y miembro del Consejo de administración del Carlyle Group, grupo de inversores en energía y otros temas, donde George W. Bush y John Major, entre otros políticos, han sido Consejeros.
En 2006, junto con otros antiguos miembros del gabinete de Ernesto Zedillo, como Jesús Reyes-Heroles González-Garza y Genaro Borrego Estrada, Téllez manifestó públicamente su apoyo al candidato del Partido Acción Nacional a la Presidencia de México Felipe Calderón, aunque sin renunciar a su militancia dentro del Partido Revolucionario Institucional. Hecho que fue condenado por el candidato priista Roberto Madrazo Pintado y la dirigencia del partido. 
El presidente Felipe Calderón lo nombró titular de la Secretaría de Comunicaciones y Transportes de su gobierno a partir del 1 de diciembre de 2006, en el cual permaneció hasta marzo de 2009.
A partir del 5 de mayo de 2009 es presidente de la Bolsa Mexicana de Valores a decisión de los accionistas de la misma.

## Escándalo de las grabaciones de celular
El 2 de febrero de 2009, la periodista Carmen Aristegui entrevista a Diana Pando, supuesta de Luis Téllez, quien presentó una grabación reveladora dejada por Téllez en su celular y en la cual se le escucha decir a otros amigos: Salinas se robó la mitad de la cuenta secreta supuestamente hablando sobre la partida secreta consistente de miles de millones de dólares del presupuesto federal mexicano. Tras ello se reveló que la entonces subsecretaria Purificación Carpinteyro fue quien tenía las conversaciones, mientras ella alegó que las había recibido del presidente de la entonces Comisión Federal de Telecomunicaciones, Héctor Osuna Jaime, quien después lo negaría. Carpinteyro fue destituida del cargo y denunciada por Luis Téllez ante la PGR.
El 3 de marzo del 2009 fue destituido de su cargo por el presidente Calderón y fue incluido en su equipo de asesores. Lo sustituyó Juan Francisco Molinar Horcasitas.
Fue levantada una orden de aprehensión contra Carpinteyro, pero cuenta con un recurso legal del amparo por lo que el proceso sigue abierto actualmente.[¿cuándo?]

## Sempra Energy Inc.
El 11 de octubre de 2012 Luis Téllez ha sido vinculado con delitos de lavado de dinero, fraude fiscal y contrabando en una investigación encabezada por Ramón Cabrera León por medio de la Procuraduría Fiscal de la Federación.

## Bolsa Mexicana de Valores
Desde 2013, mantiene como asesor personal de la Presidencia de la Bolsa Mexicana de Valores al otrora controvertido José Córdoba Montoya, exjefe de la Oficina de la Presidencia durante el periodo de Carlos Salinas de Gortari.